# Proces stratyfikacji archeologicznej
Proces stratyfikacji archeologicznej – powstawanie sekwencji warstw na stanowisku archeologicznym.
Na proces ten wpływają trzy najważniejsze czynniki:
- ukształtowanie podłoża, na którym odbywa się proces stratyfikacji (inna nazwa to zbiornik depozycji). Pojęcie to obejmuje naturalne formy terenu takie jak np. wąwozy i sztuczne będące dziełem człowieka np. jamy, wnętrza pomieszczeń itp.
- procesy erozji.
- działalność człowieka.